# Cylindroiulus psilopygus
Cylindroiulus psilopygus är en mångfotingart som först beskrevs av Robert Latzel 1886.  Cylindroiulus psilopygus ingår i släktet Cylindroiulus och familjen kejsardubbelfotingar. Inga underarter finns listade i Catalogue of Life.